# Maclovio Herrera, Baja California
Maclovio Herrera är en ort i Mexiko.   Den ligger i kommunen Tecate och delstaten Baja California, i den nordvästra delen av landet, 2 300 km nordväst om huvudstaden Mexico City. Maclovio Herrera ligger 608 meter över havet och antalet invånare är 1 219.
Terrängen runt Maclovio Herrera är kuperad. Runt Maclovio Herrera är det ganska glesbefolkat, med 22 invånare per kvadratkilometer. Närmaste större samhälle är Tecate, 3,0 km norr om Maclovio Herrera. Omgivningarna runt Maclovio Herrera är i huvudsak ett öppet busklandskap.